# 黒田綱政
黒田 綱政（くろだ つなまさ）は、江戸時代中期の大名。筑前東蓮寺藩3代藩主、のち筑前福岡藩4代藩主。

## 生涯
1659年（万治2年）8月11日、福岡藩3代藩主・黒田光之の四男として江戸麻布の藩邸で生まれた。1663年（寛文3年）7月、支藩の東蓮寺藩2代藩主で叔父の黒田之勝に嗣子が無かったため、その跡を継いで長寛（ながひろ）と名乗った。ところが1677年（延宝5年）2月に兄の綱之が廃嫡され、代わって嫡子に選ばれ綱政と改名した。この時、東蓮寺藩は収公された。
1688年（元禄元年）、父の隠居により家督を継ぐ。このとき、弟の長清に5万石を分与した（直方藩）。隅田重時を家老として登用し、光之時代の側近を全て排除して藩主権力の強化に努めた。しかし、これにより光之と対立、さらには肥前佐賀藩との間で背振山国境いをめぐる争いが起こる。また、逼迫した財政をしのぐために発行した藩札が通貨として信用されず、米価を高騰させることになった。こうした財政危機を深刻に捉えることなく奢侈に耽り、絵画を好み、黒田家の御用絵師として狩野派の狩野昌運を召し抱えた。
1711年（正徳元年）6月18日、江戸から元気に帰国して間もなく福岡にて死去した。享年53。不審な死であったため、お家騒動になるのを恐れた隅田は、藩医の篠田宗山と鷹取養巴に命じて遺体の防腐処置を行い、病気を理由に綱政の死を2ヶ月隠した。遺体は黒田氏の菩提寺である崇福寺で、地下水が侵入しない石室と二重の木棺に囲まれた甕に土葬された。また、綱政は大徳寺299世天庵宗篤に帰依していたため、遺髪は京都の菩提寺である大徳寺龍光院に納められた。長男の吉之は先立って死去しており、家督は次男の政則（宣政）が継いだ。

### ミイラ化した遺体
1950年（昭和25年）、崇福寺の一部が宅地化された際に綱政の墳墓が掘り出され、約240年ぶりにミイラ化した遺体が調査された。遺体の筋肉は硬直しておらず、束髪やまつ毛、口髭はそのままで、絹と麻の死装束も虫食いの無い状態だった。
遺体は調査の後、包帯で梱包されてテレビン油で満たされた同形の甕に収められた上で、黒田氏の合墳に再埋葬された。

## 系譜
- 父：黒田光之
- 母：市松姫、宝光院 - 小笠原忠真の長女
- 正室：呂久姫、心空院 - 立花鑑虎の養女、立花忠茂の八女
  - 長男：黒田吉之
  - 次男：黒田宣政
  - 三男：黒田亀之助
- 側室：下谷氏
  - 四男：黒田岩之助
- 側室：吉田氏
  - 長女：久、萬 - 上杉吉憲正室
- 側室：藤井氏
  - 五男：黒田竹松

## 綱政が登場する作品
- 岩井護『まぼろしの南方録』講談社、1976年。